# The Mills Brothers

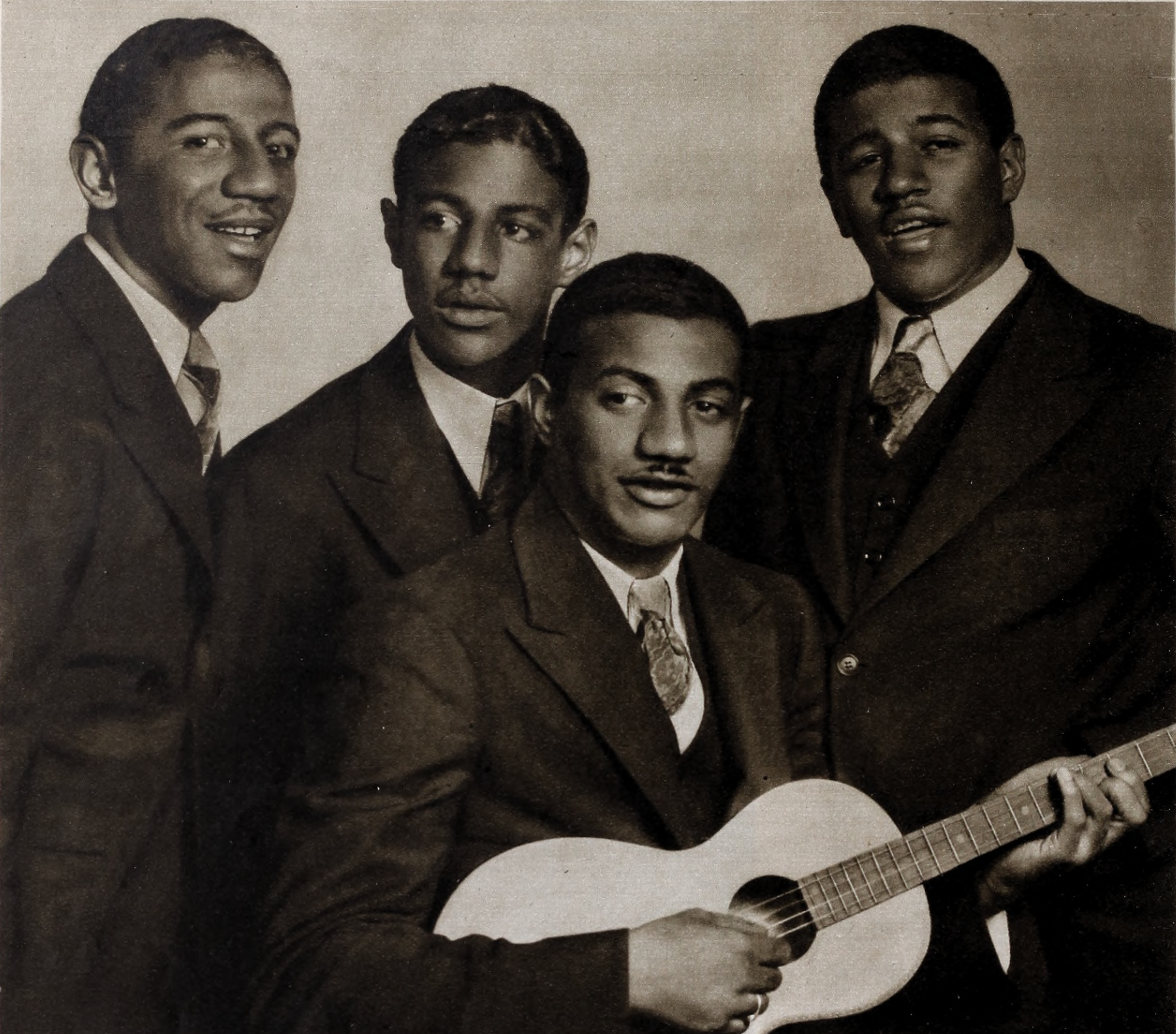
The Mills Brothers cirka 1932. Från vänster: Herbert, Donald, John Jr (med gitarr) och Harry.

The Mills Brothers (även kända som "Four Boys and A Guitar") var en amerikansk jazzkvartett bildad 1928. Den bestod ursprungligen av fyra bröder Mills födda i Piqua, Miami County, Ohio:
John Jr. (19 oktober 1910 – 23 januari 1936)
Herbert (2 april 1912 – 12 april 1989)
Harry (9 augusti 1913 – 28 juni 1982)
Donald (29 april 1915 - 13 november 1999)
Gruppen var helt vokal (även det som låter som trumpet är sång av Harry med kupade händer framför munnen!), med undantag för att John Jr. kompade på gitarr (inledningsvis på ukulele), och gjorde över 2000 inspelningar, varav över 30 sålde guld. Vid John juniors bortgång 1936 övertog Norman Brown (1913-1969) från Count Basies orkester hans plats som gitarrist i gruppen, medan fadern, John Sr. (11 februari 1889 - 8 december 1967), tog över sonens basstämma. Under 1940-talet avtog gruppens karaktär som acapella och barbershop, och blev alltmer inriktad mot normal populärmusik, uppbackade av en orkester. John Sr. slutade 1957, varefter bröderna fortsatte som en trio. Norman Brown dog 1969 och kort därefter blev Harry blind på grund av diabetes, men fortsatte sjunga till sin död 1982, varefter Donalds son John III tog över hans plats i trion. När Herbert dog 1989 fortsatte "gruppen" som en duo, fortfarande under namnet "The Mills Brothers" och, efter Donalds död 1999, tog Elmer Hopper (1954-2019), tidigare i "Paul Robi's Platters", över efter John III:s far.

## Utmärkelser
The Mills Brothers valdes in i The Vocal Group Hall of Fame 1998 och fick en stjärna på Hollywood Walk of Fame (7000 Hollywood Blvd.). Samma år tilldelades gruppen en Grammy Lifetime Achievement Award, vilken mottogs av den ende överlevande brodern Donald Mills och dennes son John III.

## Filmmusik
Gruppens inspelningar har använts som soundtrack i flera filmer, som Tjuren från Bronx (1980), Pearl Harbor (2001), och Being Julia (2004).